# Palauglasögonfågel
Palauglasögonfågel (Zosterops finschii) är en fågel i familjen glasögonfåglar inom ordningen tättingar.

## Utseende och läte
Palauglasögonfågeln är en liten och färglös tätting. Ovansidan är brun, mörkast på huvud och vingar, medan undersidan är gråbeige med gråare strupe. Det mörka ögat saknar den vita ringen som kännetecknar många andra arter i familjen. Den liknar jätteglasögonfågeln, men denna är mörkare med tjock orangefärgad näbb och ljusgult ögonbrynsstreck. Vanligaste lätet är ett "cheee".

## Utbredning och systematik
Fågeln förekommer enbart i skogar på Palau-arkipelagen (västra Karolinerna). Den behandlas som monotypisk, det vill säga att den inte delas in i några underarter.

## Levnadssätt
Palauglasögonfågeln är vanligast i skogsområden, men kan också ses i öppnare miljöer som skogsbryn och buskmarker.

## Status
Arten har ett begränsat utbredningsområde, men beståndet anses vara stabilt. IUCN kategoriserar arten som livskraftig.

## Namn
Palauglasögonfågelns vetenskapliga artnamn hedrar tyska zoologen Otto Finsch.